# World Series Baseball '95 (jeu vidéo, Game Gear)
Ne doit pas être confondu avec World Series Baseball '95 (jeu vidéo, Mega Drive).
World Series Baseball '95 est un jeu vidéo de sport de type baseball sorti exclusivement sur Game Gear en octobre 1994, uniquement aux États-Unis. Il a été développé par le studio japonais Sega Sports et édité par Sega of America sous licence MLB et MLBPA.
Le jeu fait partie de la série World Series Baseball, dont il constitue le deuxième épisode sur Game Gear entre World Series Baseball et Nomo's World Series Baseball.